# Epitaphios (Kirche)

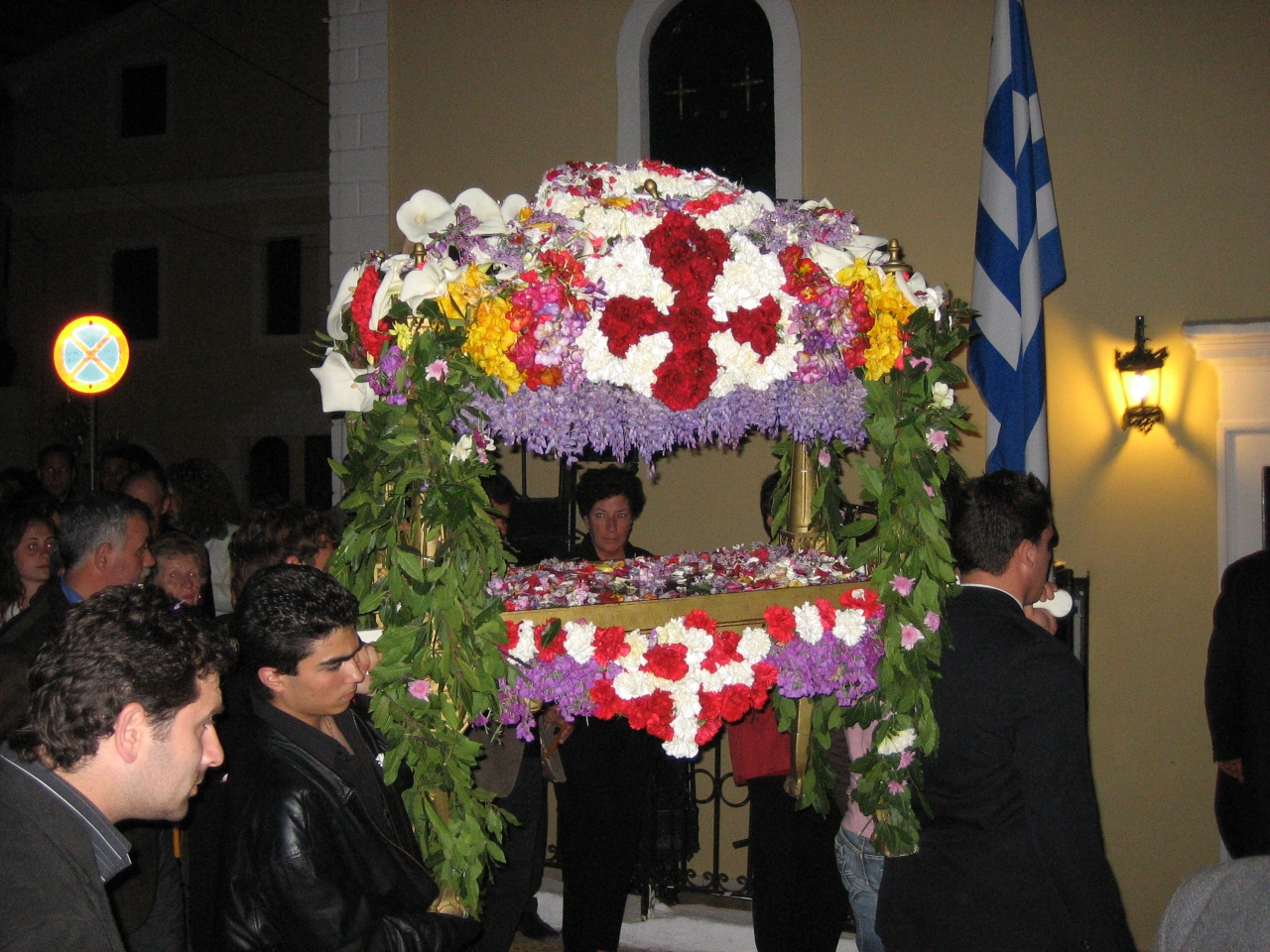
Der Epitaphios der Kirche Y. Th. Odigitria in Pelekas auf der geschmückten Bahre

Als Epitaphios (altgriechisch ἐπιτάφιος (θρῆνος) epitáphios (thrễnos), russisch плащаница plaščanica)  wird in den orthodoxen Kirchen einerseits ein liturgischer Gegenstand bezeichnet, andererseits auch ein Gottesdienst, bei dem dieser Gegenstand verwendet wird.

## Beschreibung
Der Epitaphios ist eine liturgische Decke, meist aus roter Seide, auf der eine Variation der Ikone der Totenklage am Grab gestickt ist. Meistens ist die Inschrift „Der edle Joseph nahm ab vom Kreuzesholz Deinen allreinen Leib, hüllte ihn in reines Linnen, bedeckte ihn mit wohlriechenden Kräutern und legte ihn in ein neues Grab.“ (in der jeweiligen Sprache) um das Bild herum eingestickt, ein Satz aus einem Troparion. Symbolisch stellt der Epitaphios das Grabtuch Christi dar. Neben dem Epitaphios für die Grablegung Christi gibt es auch ein Epitaphios für die Grablegung Mariens, der in der Prozession am 15. August getragen wird.

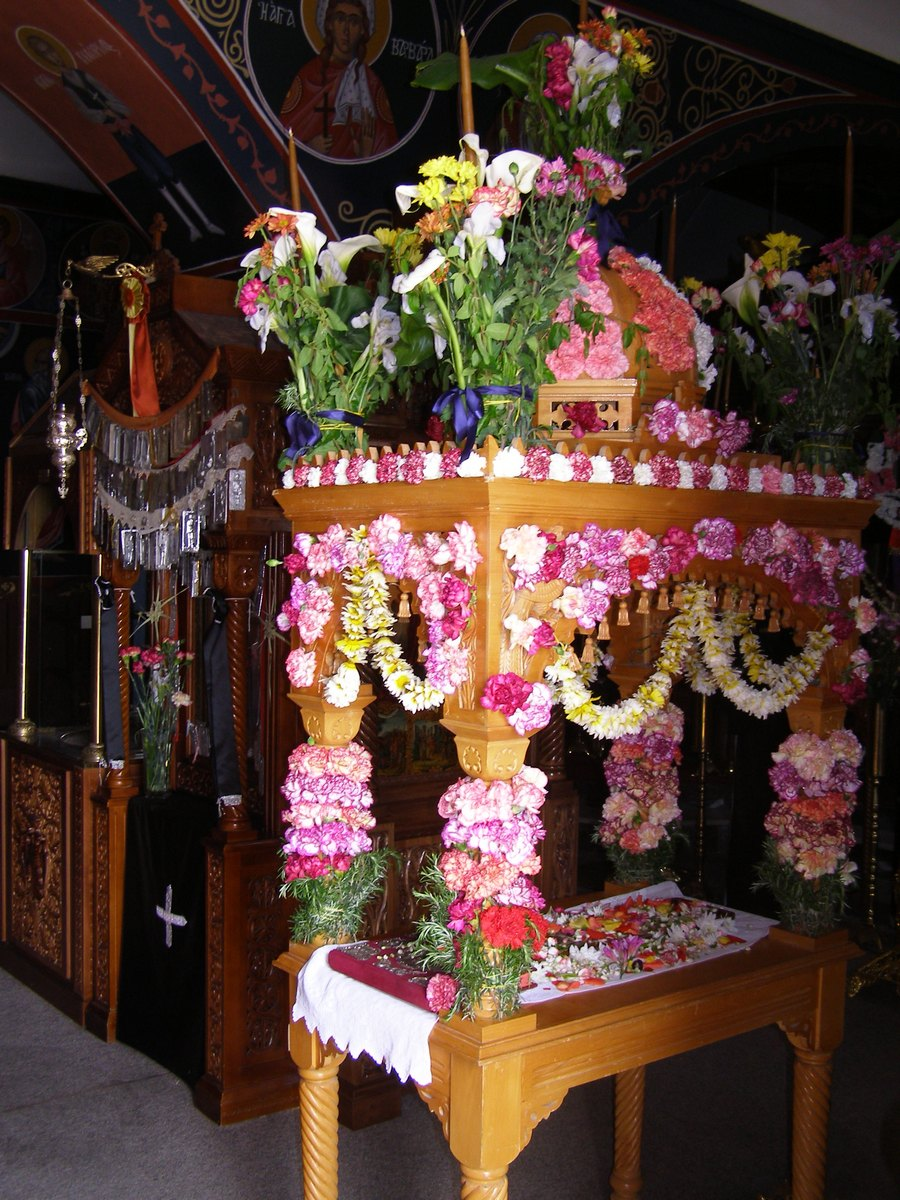
Ein geschmückter Epitaphios in Myrthios

## Liturgische Verwendung
Der Epitaphios wird beim Abendgottesdienst (Esperinos, Vesper) des Großen Freitags (Karfreitag), welcher nach allgemeinem Usus am Freitag um die Mittagszeit gefeiert wird, aus dem Altarraum in einer Prozession in die Mitte der Kirche getragen, wo er nach Ende des Gottesdienstes samt dem auf ihn gelegten Evangeliar von den Gläubigen verehrt wird.
Beim Morgengottesdienst (Orthros) des Großen Samstags schließlich, der nach allgemeinem Usus unter dem Namen Epitaphios am Abend des Großen Freitags begangen wird, wird er auf einem Tisch aufgelegt, der als symbolisches Grab über und über mit Blumen geschmückt ist und ruht zunächst in der Mitte des Kirchenraumes, wird dann mit aromatisiertem Wasser besprengt und mit weiteren Blumen beworfen, um schließlich im nächtlichen Gottesdienst der Beweinung in einer Prozession um die Kirche, manchmal auch durch den Kirchenbezirk getragen zu werden. Oft ist die Friedhofskapelle des Ortes die entfernteste Station der Prozession, die den Abstieg Christi in die Unterwelt, den Hades, darstellt. Teilweise ist es Brauchtum, nach der Prozession unter dem Epitaphios in die Kirche zurückzugehen (so, dass dieser mit dem Kopf berührt wird). Nach dem Ende des Gottesdienstes erhalten die Gläubigen einen Teil der Blumen, mit denen der Epitaphios geschmückt war.
In der Osterzeit liegt der Epitaphios auf dem Altar.

## Kunstgeschichte
Als liturgische Textilie erschien der Epitaphios in Byzanz im frühen 14. Jahrhundert, als sich die Liturgie des Großen Samstags herausbildete. Mehrere byzantinische Epitaphioi sind erhalten, darunter der Epitaphios des Johannes von Skopje (datiert 1349) und der von Syropoulos (spätes 14. Jahrhundert), beide im Kloster Hilandar, der Epitaphios von Euphemia und Eupraxia (um 1405) im Kloster Putna und der Epitaphios des Nikolaos Eudaimonoioannes im Victoria and Albert Museum (1407).
Der Epitaphios im Museum für byzantinische Kultur Thessaloniki entstand um 1300 wahrscheinlich in einer dortigen Werkstatt. Der Leichnam Christi ist hier umgeben von Engeln und Evangelistensymbolen. Ungewöhnlich ist das Motiv der Apostelkommunion auf einem Epitaphion; sie wurde auf zwei Szenen zu Häupten und zu Füßen Christi aufgeteilt.
Zum Kirchenschatz der Großen Meteoraklosters (Megálo Metéoro) gehört ein Epitaphios des späten 14. Jahrhunderts mit einer Darstellung des Leichnams Christi umgeben von Engelwesen und goldenen Sternen auf rotem Grund, in den Ecken Evangelistensymbole.
Der Epitaphios im Nationalen Historischen Museum Sofia stammt aus einer kaiserlichen Werkstatt Konstantinopels und wird in der Inschrift als Stiftung des Kaisers Andronikos II. Palaiologos († 1328) bezeichnet.
Ein weiterer früher Epitaphios befindet sich im Museum der Serbisch-orthodoxen Kirche (Belgrad). Die Stifterinschrift nennt den serbischen König Stefan Uroš II. Milutin.